# Lavoy Allen
Lavoy Allen (ur. 4 lutego 1989 w Trenton) – amerykański zawodowy koszykarz grający na pozycji silnego skrzydłowego, obecnie zawodnik Capital City Go-Go.

## Draft do NBA
Allen przez cztery lata był zawodnikiem college’u Temple. Rozegrał dla tej uczelni 135 meczów, w których zdobywał średnio 10,5 punktu i 8,5 zbiórki na mecz. 1 kwietnia 2011 roku wziął udział w meczu gwiazd NCAA zorganizowanym w Houston. Zdobył w nim 11 punktów i zebrał 8 piłek, a jego zespół przegrał 108-113. W tym meczu przypadł do gustu Philadelphia 76ers, którzy zaprosili go na indywidualne zajęcia. Podczas ich trwania skręcił kostkę, co uniemożliwiło mu uczestniczenie w kolejnych zajęciach z New Jersey Nets. Uraz ten nie wpłynął na tyle na decyzję Sixers, żeby ci zrezygnowali z jego usług i wybrali go z 50. numerem draftu.

## Francja
Z powodu lokautu Allen był zmuszony do znalezienia sobie pracy poza NBA. W lipcu 2011 roku podpisał kontrakt z francuską drużyną Strasbourg IG, występującą w lidze Pro A. Umowa miała obowiązywać do 30 stycznia 2012 i miała opcję, która pozwalała ją rozwiązać gdyby lokaut w NBA się zakończył. Pierwszy mecz rozegrał 7 października przeciwko Cholet Basket. Zdobył wtedy 10 punktów i zebrał 4 piłki z tablicy. Najlepszy mecz rozegrał 10 listopada przeciwko Chorale Roanne Basket, zdobywając 19 punktów w wygranej 93:80. W 9 rozegranych meczach zdobywał średnio 10.1 punktu i 7.2 zbiórki na mecz.

## NBA

### Sezon 2011/12
Po zakończeniu lokautu Allen porozumiał się w kwestii kontraktu z Philadelphia 76ers i podpisał roczną umowę, dzięki której zarobił niespełna pół miliona dolarów. Na swój debiut czekał do 7 stycznia 2012, kiedy to w meczu przeciwko Toronto Raptors nie zdobył ani jednego punktu i zebrał 2 piłki z tablicy. W dalszym etapie sezonu z powodu kontuzji Spencera Hawesa i Nikoli Vucevicia dostawał coraz więcej szans na grę. 1 lutego w meczu przeciwko Chicago Bulls ustanowił rekord życiowy zdobywając 15 punktów. 25 kwietnia ustanowił rekord pod względem zbiórek, notując ich 12 w meczu przeciwko Milwaukee Bucks. Łącznie w sezonie zasadniczym rozegrał 41 meczów, z czego 15 w pierwszej piątce. Notował w nich średnio 4,1 punktu i 4,2 zbiórki na mecz.
W trakcie play-off podniósł swoje średnie do 6,3 punktu i 4,9 zbiórki na mecz. Trener Doug Collins wystawiał go w pierwszej piątce już od pierwszego spotkania przeciwko Chicago Bulls. W spotkaniu otwierającym serię doznał lekkiej kontuzji kciuka, która jednak nie spowodowała jego nieobecności w grze. Najlepsze spotkanie tej serii zagrał w drugim starciu, które zakończył z dorobkiem 11 punktów i 9 zbiórek.
Phliadelphia 76ers awansowali do drugiej rundy, gdzie czekali na nich Boston Celtics. W drugim starciu tej serii, wygranym przez Sixers 82:81, Allen zdobył bardzo ważne punkty w końcowce meczu. W tej serii grał dużo ze względu na dobrą obronę przeciwko kluczowemu zawodnikowi Celtics – Kevinowi Garnettowi. Ostatecznie to jednak Celtics wygrali serię 4-3 i awansowali do kolejnej rundy.

### Sezon 2012/13
Allen został po sezonie wolnym agentem i dość szybko, bo już 11 lipca 2012 podpisał nową, dwuletnią umowę z Philadelphia 76ers, dzięki której zarobi w tym czasie 6 milionów dolarów. Nowy sezon rozpoczął w pierwszej piątce, grając jako środkowy w miejsce kontuzjowanego Andrew Bynuma. 9 lutego 2013 w spotkaniu przeciwko Charlotte Bobcats pobił rekordy kariery zarówno w zbiórkach w obronie - 11, w ataku - 11, jak i łącznie - 22. 24 marca 2013 w spotkaniu przeciwko Sacramento Kings ustanowił rekord życiowy, rzucając 20 punktów.

### Sezon 2013/14
Nowy sezon, pod wodzą nowego trenera - Bretta Browna nie był już tak udany. Allen grał zdecydowanie mniej minut, co przełożyło się na niższe statystyki. 20 lutego 2014, Allen, wraz z Evanem Turnerem został wytransferowany do Indiana Pacers w zamian na Danny’ego Grangera i wybór w drugiej rundzie draftu. 11 lipca 2014 przedłużył kontrakt z Pacers do końca rozgrywek 2014/15.
22 sierpnia 2018 został wybrany przez Capital City Go-Go w expansion drafcie G-League. 20 września dołączył do obozu szkoleniowego Washington Wizards. 14 października został zwolniony.

## Statystyki w NBA
Na podstawie Lavoy Allen Statistics. Basketball-Reference.com. [dostęp 2019-11-18]. (ang.).

Stan na koniec sezonu 2018/19

### Sezon regularny
| Sezon   | Drużyna      | M   | S5 | MPG  | FG%   | 3P%   | FT%   | RPG | APG | SPG | BPG | PPG |
| ------- | ------------ | --- | -- | ---- | ----- | ----- | ----- | --- | --- | --- | --- | --- |
| 2011/12 | Philadelphia | 41  | 15 | 15,2 | 47,3% | –     | 78,6% | 4,2 | 0,8 | 0,3 | 0,4 | 4,1 |
| 2012/13 | Philadelphia | 79  | 37 | 21,1 | 45,4% | 0,0%  | 71,7% | 5,0 | 0,9 | 0,3 | 0,7 | 5,8 |
| 2013/14 | Philadelphia | 51  | 2  | 18,8 | 44,0% | 15,4% | 67,5% | 5,4 | 1,3 | 0,4 | 0,5 | 5,2 |
| 2013/14 | Indiana      | 14  | 0  | 8,0  | 50,0% | –     | 60,0% | 2,4 | 0,4 | 0,1 | 0,4 | 2,9 |
| 2014/15 | Indiana      | 63  | 0  | 17,0 | 47,2% | –     | 70,2% | 5,1 | 1,2 | 0,2 | 0,7 | 5,0 |
| 2015/16 | Indiana      | 79  | 28 | 20,2 | 51,6% | –     | 63,0% | 5,4 | 1,0 | 0,3 | 0,5 | 5,4 |
| 2016/17 | Indiana      | 61  | 5  | 14,3 | 45,8% | 0,0%  | 69,7% | 3,6 | 0,9 | 0,3 | 0,4 | 2,9 |
| Razem   |              | 388 | 87 | 17,8 | 47,1% | 13,3% | 68,2% | 4,8 | 1,0 | 0,3 | 0,6 | 4,8 |

### Play-offy
| Sezon | Drużyna      | M  | S5 | MPG  | FG%   | 3P% | FT%   | RPG | APG | SPG | BPG | PPG |
| ----- | ------------ | -- | -- | ---- | ----- | --- | ----- | --- | --- | --- | --- | --- |
| 2012  | Philadelphia | 12 | 1  | 19,7 | 55,7% | –   | 58,3% | 4,9 | 0,3 | 0,8 | 0,9 | 6,3 |
| 2014  | Indiana      | 4  | 0  | 3,8  | 50,0% | –   | –     | 1,3 | 0,3 | 0,0 | 0,0 | 1,0 |
| 2016  | Indiana      | 6  | 3  | 8,5  | 30,0% | –   | –     | 2,3 | 0,3 | 0,2 | 0,2 | 1,0 |
| 2017  | Indiana      | 3  | 0  | 3,7  | –     | –   | –     | 0,7 | 0,0 | 0,0 | 0,0 | 0,0 |
| Razem |              | 25 | 4  | 12,5 | 52,0% | –   | 58,3% | 3,2 | 0,2 | 0,4 | 0,5 | 3,4 |